# Nguyễn Văn Sáng
Nguyễn Văn Sáng là một nhà sinh vật học Việt Nam. Ông từng công tác tại Viện Sinh thái và Tài nguyên sinh vật. Ông chuyên nghiên cứu về bò sát và ếch nhái. Với việc thu được mẫu chuẩn của một loài rắn được phát hiện vào năm 2009, tên ông đã được đặt cho loài bò sát này: Coluberoelaps nguyenvansangi (tên tiếng Việt là Rắn nguyễn văn sáng). Ngoài ra Nguyễn Văn Sáng còn đứng tên trong việc phát hiện các loài thằn lằn như Dopasia sokolovi, Scincella rufocaudatus, Sphenomorphus buenloicus, Acanthosaura nataliae...